# 船穂町
船穂町（ふなおちょう）は、かつて岡山県の浅口郡に存在した自治体（町）である。2005年8月1日、編入合併により倉敷市となった。
この記事では自治体時代の船穂町、現在の倉敷市船穂地区（船穂支所管内）の両方について述べていく。

## 概要
高梁川の西岸にあり南部は平坦であるが、北部は丘陵となっている。モモ・ブドウ（温室栽培マスカット）、スイートピーなど果樹・花卉の栽培を中心とした農業が盛んである。
また、2003年より「ふなおワイナリー」が開設され地元産のマスカットを主原料としたワイン作りが営まれている。

## 地域

### 大字
倉敷市成立時に各大字の頭に「船穂町」を冠したものに改称された。
- 船穂町船穂（ふなおちょうふなお）
- 船穂町水江（ふなおちょうみずえ）
- 船穂町柳井原（ふなおちょうやないばら）

### 教育
- 倉敷市立船穂小学校
- 倉敷市立柳井原小学校
- 倉敷市立船穂中学校

## 歴史
- 1889年（明治22年）6月1日 -町村制施行により、船穂村・水江村・柳井原村の3村が合併し船穂村となる。
- 1940年（昭和15年）2月11日 - 町制を施行し船穂町となる。
- 2005年（平成17年）8月1日 - 吉備郡真備町と共に倉敷市に編入。同日船穂町は廃止。

## 通信

### 電話
船穂地区は倉敷MAに属しており、市外局番は086である。

### 郵便
船穂地区全域が玉島郵便局（郵便区番号「713」「710-02」）の集配担当区域である。

## 施設

### 公共施設
- 倉敷市役所船穂支所（船穂武道館併設）
- 船穂公民館（船穂図書館併設）

### 事業所
- 晴れの国岡山農業協同組合船穂支店
- 水菱プラスチック本社工場

## 観光
- ふなおワイナリー - 倉敷の中心市街地が一望できる愛宕山公園に隣接。
- 一ノ口水門、高瀬通し、二ノ水門 - 江戸時代に築かれた水路とその水門。かつて、主に物資の輸送に使われた高瀬舟が高梁川を通って水江の水門から高瀬通しと呼ばれた水路を経由して玉島の湊へ通じていた。
- 梁場山城 - 船穂町柳井原殿坂に存在した山城。築城年数は不明である。
- 柳井原ハリストス正教会 - 山下りんのイコンが所蔵されている。

## 交通

### 鉄道
- JR西日本　山陽新幹線、山陽本線：駅なし

最寄りは山陽本線の西阿知駅

### バス
- ロウズバス
  - 倉敷駅北口と新倉敷駅北口から発車。現在廃止。
- 船穂地区コミュニティバス
  - 倉敷市からの委託により山陽タクシーが運行。柳井原線、北回線は予約のある場合のみ運行する。運賃は大人300円、小学生150円、小学生未満無料。乗り換えは+100円/こども50円。
    - 船穂線…新倉敷駅南口とイオンモール倉敷から発車。西阿知駅を通る。一日5往復、毎日運行。
    - 柳井原線…東畑と高齢者福祉センターから発車。火・木・金のみ運行(祝日運休)。予約のみ。
    - 北回線…新倉敷駅北口と高齢者福祉センターから発車。水・金のみ運行(祝日運休)。予約のみ。

### 道路
- 町内を走る高速道路：山陽自動車道
- 町内を走る一般国道：国道2号玉島バイパス
- 町内を走る県道：岡山県道54号倉敷美袋線、岡山県道60号倉敷笠岡線、岡山県道279号下原船穂線、岡山県道281号大曲船穂線

## 関連人物
- 横溝正史 - 作家の横溝正史の父は、船穂町柳井原出身である。